# Jonas Wahlström (finansman)
Jonas Wahlström, född 1958, är en svensk finans- och affärsman. 

## Biografi
Wahlström är civilingenjör inom teknisk fysik, utbildad vid KTH, och civilekonom, utbildad vid Stockholms universitet.
Han var chef för Hagströmer & Qviberg under början av 1990-talet och låg bland annat bakom den mycket lönsamma omstruktureringen av fastighetsbolaget Drott mellan 2002 och 2004.
Han köpte stora skogsområden med stora naturvärden på Askö 1996, en affär som bland annat kritiserades av länsstyrelsen i Södermanland, Världsnaturfonden och Helsingforskommissionen som hävdade att Askö borde bli naturreservat. Wahlström erbjöd sig att sälja tillbaka skogen till Naturvårdsverket för samma pris som han själv betalt, något som verket inte sade sig ha råd med. Genom att en nybildad stiftelse "Konung Carl XVI Gustafs stiftelse för forskning och utbildning" instiftades som en 50-årspresent till kungen kunde denna i april 1996 anslå 4,5 miljoner kronor till Naturvårdsverket, som sköt till lika mycket och köpte ön för 9 miljoner kronor. Området gjordes senare om till Askö naturreservat.
Wahlström var tidigare storägare i företaget Custos och en av de större privata aktieägarna i bland annat Holmen och SCA. Wahlström är en stor skogsägare, bland annat till godset Hedensberg norr om Västerås, köpt för 133,5 miljoner kronor 2006 av Archibald Hamilton.
År 2009 blev Wahlström dömd till 60 dagsböter för brott mot lagen om kulturminnen då han tidigare utan tillstånd genomfört ombyggnad av 1700-talsbyggnaden Hedensbergs herrgård som är klassad som byggnadsminne.
Wahlström har sedan 2018 velat få tillstånd för skyddsjakt på renar på sin mark utanför Jokkmokk, renar som kan ha lockats dit på grund av omfattande avverkning som hans bolag Hvalfisken gjort.